# Sønderjysk Elitesport
Sønderjysk Elitesport (SønderjyskE) ist ein dänischer Sportverein, der in mehreren Mannschaftssportarten aktiv und erfolgreich ist. 

## Geschichte
SønderjyskE wurde 2004 aus den Eishockey-, Fußball- und Handballmannschaften der fünf Vereine Haderslev Fodboldklub, TM Tønder, Sønderjyske HK, Vojens BI und IK Sønderjylland gegründet. TM Tønder trat 2006 wieder aus; HF Sønderborg hat dessen Platz übernommen.
Durch diesen Zusammenschluss sollten die ökonomischen und sportlichen Voraussetzungen zur Entwicklung einer hochprofessionellen Sportorganisation in der Region Südjütland geschaffen werden. Mittelfristiges Ziel war die Etablierung unter den besten fünf Mannschaften des Landes.
Neben Fußball wurden bei SønderjyskE die Sportarten Handball und Eishockey betrieben. Die verschiedenen Mannschaften trugen ihre Spiele in der gesamten dänisch-deutschen Grenzregion aus, so in Haderslev, Tønder, Vojens, Aabenrå, Sønderborg und Gråsten. Da die Fußballabteilung und die Herrenhandballmannschaft 2022 beziehungsweise 2024 eigenständige Vereine gründeten, besteht seitdem nur noch Frauenhandball und Eishockey im Verein.

## Fußballabteilung
Der erste Erfolg stellte sich bereits in der Saison 2004/05 ein. SønderjyskE gewann die Meisterschaft in der Viasat Sport Division und schaffte den Aufstieg in die höchste Spielklasse, die Superliga, musste diese jedoch nach nur einem Jahr als Tabellenvorletzter wieder verlassen. Im Jahr 2008 gelang ihnen der Sprung zurück in die höchste dänische Liga. Am Ende der Saison 2013/14 konnte Sønderjyske noch den Klassenerhalt auf Platz 10 mit 38 Punkten feiern. 2022 löste sich die Fußballabteilung vollständig vom Verein und ist seitdem komplett unabhängig.

## Handballabteilung
Die Damenmannschaft der Handballabteilung stieg 2005 von der 1. Division in die Toms Ligaen, die höchste dänische Spielklasse, auf. In der kommenden Saison belegte die Mannschaft den letzten Platz in der Toms Ligaen, sodass die Handballerinnen wieder abstiegen. Nachdem viele neue Spielerinnen zur Mannschaft gestoßen waren, kehrte SønderjyskE 2008 wieder in die höchste Spielklasse zurück. Am Saisonende 2010/11 stiegen die Damen in die 1. Division ab. Im Sommer 2012 stieg SønderjyskE zum insgesamt dritten Mal in die höchste Spielklasse auf, in der sich die Mannschaft zwei Spielzeiten halten konnte. Nach einer Saison in der Zweitklassigkeit gelang der Mannschaft der direkte Wiederaufstieg.
Die Herrenmannschaft löste sich 2024 vom Verein und ist unabhängig von Sønderjyske organisiert.

## Eishockeyabteilung

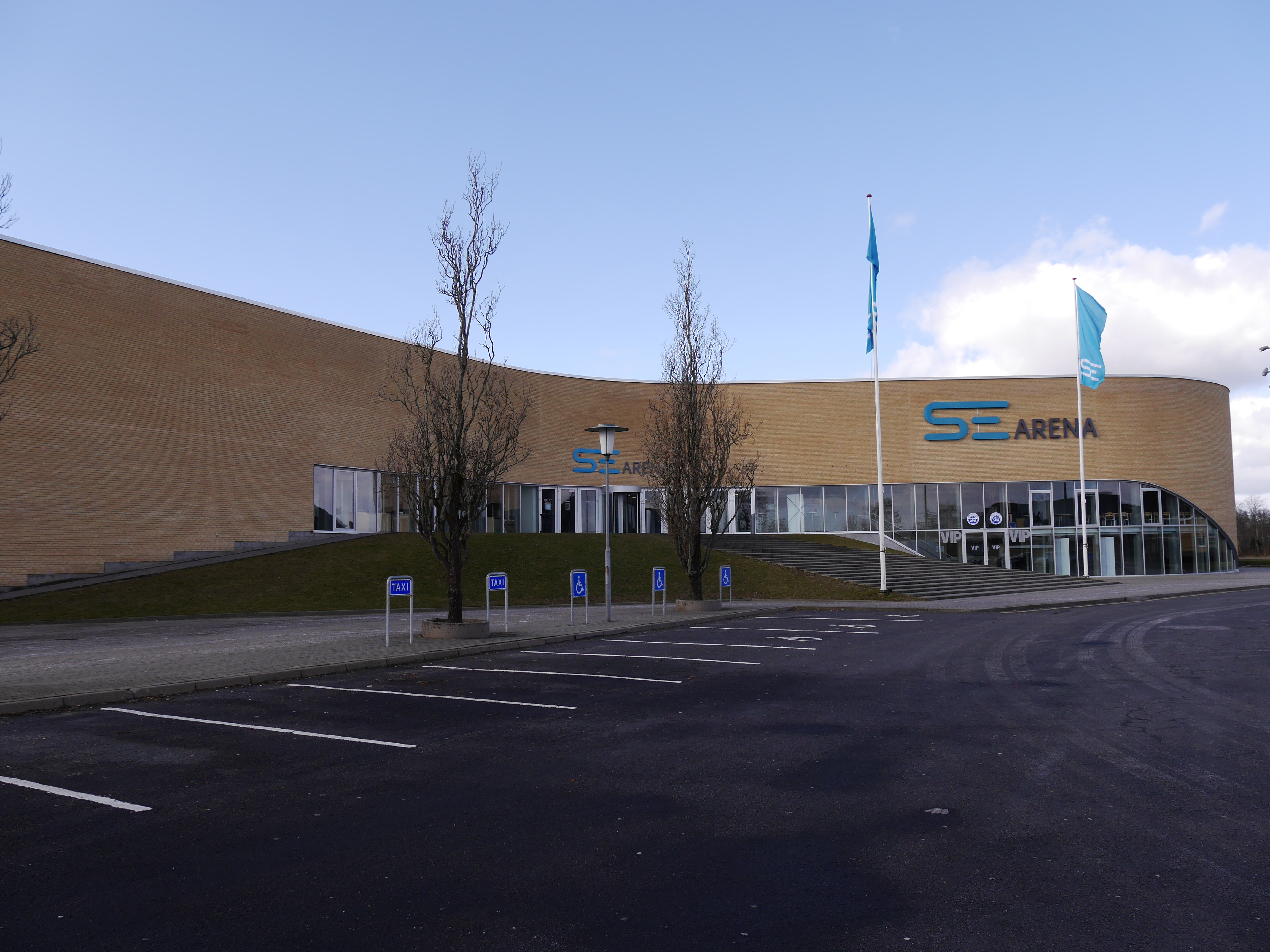
SE Arena (Spielstätte von SønderjyskE Ishockey)

Die Eishockey-Abteilung von SønderjyskE konnte bisher neunmal die Dänischen Meistertitel gewinnen (drei Mal noch als Vojens IK), zuletzt in der Saison 2014/15.